# Rolf Steiner
Pour les articles homonymes, voir Steiner.
Rolf Steiner, né à Munich le 3 janvier 1933 est un mercenaire d'origine allemande, qui a participé à divers conflits en Afrique.

## Biographie
Son père, mort en 1936, fut l'un des as de l'escadrille Richthofen. À 10 ans, il fréquente les Jungvolk mais la fin de la guerre l'empêche de rejoindre les HitlerJugend.
D'une famille protestante, il entre dans une école catholique à Eichstätt. À seize ans, il décide de devenir prêtre. Découvrant les plaisirs de la chair avec une novice de vingt-trois ans, il quitte le lycée, sa famille et l'Allemagne en passant par Offenbourg pour s'engager dans la Légion étrangère française,.

## Légion étrangère et Algérie
Il est envoyé en Indochine avec la 13e demi-brigade de Légion étrangère. Nommé sergent en 1954, il rejoint l'Algérie en 1955 et passe son brevet parachutiste l'année suivante pour rejoindre le 1er régiment étranger de parachutistes. 
Atteint de la tuberculose, il est évacué d'abord à Paris où les chirurgiens lui retirent un quart de poumon, puis il passe sa convalescence au sanatorium militaire de Grenoble. Réformé, il quitte la Légion. Lorsqu'il retourne à Alger, pour retrouver Odette, sa future femme, une jeune « Pied-noir » rencontrée à un bal de la Légion, il est mêlé aux événements des barricades aux côtés de Lagaillarde, en janvier 1960. En 1961, il rejoint les rangs de l'OAS où il est responsable du secteur Hussein Dey Hydra. Arrêté une première fois, il est relâché après trois jours de garde à vue. Le 5 mars 1962, alors qu'il vient de participer à la célèbre « nuit bleue », il est de nouveau arrêté en possession d’un pistolet-mitrailleur. Après neuf mois de prison préventive à La Santé, il est acquitté faute de preuves.
Il s'installe alors à Nice et fonde même, en 1966, un cabinet de d'études et de recherches à Grenoble.

## Biafra
En 1967, il débarque à Paris pour récupérer de l'argent qu'on lui doit. Il fréquente un bar près de l'Étoile où se retrouvent les anciens, en quête d’un emploi de mercenaire. Contacté par des employeurs potentiels igbos, il demande conseil à son ancien chef Roger Faulques, qui, en 1961, avait fait partie de la première poignée d'« affreux » au Katanga. Faulques, pour le compte officieux de Jacques Foccart, monte une opération au Biafra pour encadrer la jeune armée biafraise et engage son ancien subordonné, qui embarque à Lisbonne à bord d'un des avions de Hank Wharton. L'avion atterrit à Port Harcourt, encore aux mains des Biafrais. Là, Steiner, que Faulques a nommé capitaine, est accueilli par le commandant Picot, qui représente Faulques au Biafra. Steiner et Picot se connaissent, s'étant rencontré du temps où le commandant était chef d’une compagnie au 1er REP et dans la même cellule à la prison de la Santé. Le lendemain, Steiner traverse tout le Biafra en jeep. Il trouve, à la plantation Dunlop, une cinquantaine de mercenaires, anciens du Congo en majorité. Au lieu d'encadrer les Biafrais, ils ont tendance à rester ensemble. Il se rend ensuite sur le front Nord où se trouve le gros de l'armée biafraise face à l'offensive nigériane. Il visite un secteur où les half-tracks nigérians sèment la panique parmi les rangs biafrais, qui se débandent. Steiner se transforme aussitôt en soldat. Il arrête une quarantaine de fuyards, puis empoignant un FM, les entraîne à l'assaut. Les Nigérians se replient. C'est la première victoire de Steiner au Biafra et le début d’une nouvelle aventure, donnant un sens nouveau à sa vie. Devant l’amateurisme des Biafrais, il décide, non sans mal, de créer des commandos. Le 23 janvier 1968, les hommes de Faulques quittent le Biafra, Steiner reste.
Le président Ojukwu le nomme major et lui accorde la nationalité biafraise. Mobilisant plus de 1 000 recrues, il forme le 32e bataillon de commandos. Ojukwu le nomme alors colonel et le charge de former une brigade de commandos de 5 000 hommes. Cette brigade sera la 4e brigade de commandos, surnommée la black legion. Le 25 mai, il réussit un coup de commando et détruit 4 Iliouchine et les deux Mig soviétiques à Enugu, en territoire nigérian. À l'automne 1968, la situation au Biafra est plus critique que jamais. Les services spéciaux français se détachent de l’affaire du Biafra et font pression sur lui pour influencer le président. Il refuse et donne sa démission à Ojukwu qui la refuse dans un premier temps, puis accepte. Pour une altercation avec un garde, il est expulsé de la province sécessionniste. 
Il cherche alors un nouveau combat, une nouvelle cause à défendre. Approché par différents mouvements africains pour sa renommée, il s'offre le luxe de choisir, préférant être un "Lafayette de l'Afrique, œuvrant pour la libération des peuples plutôt qu'un Skorzeny du continent noir, chargé de libérer des dictateurs déchus et emprisonnés".

## Soudan
Approché par des Soudanais pour entraîner les rebelles anyanya du Sud Soudan. Il est accueilli sur place par le général Taffeng, chef de la rébellion depuis 1958 dans un camp de réfugiés où s'entassent quelques milliers de personnes.
De retour en Europe, il fait une tournée de conférences afin de sensibiliser l'opinion au drame du Sud Soudan. Son pourvoyeur de fonds présumé lui fait défaut. Dès lors, il se retrouve seul, mais persévère. En septembre 1969, il trouve des fonds et achète une tonne de médicaments, un groupe électrogène, des outils, une pompe hydraulique, une couveuse à poussins et cent kilos de graines de tomates. Il veut en effet créer une ferme expérimentale et un réseau de distribution de vivres. Il retourne donc pour le Sud Soudan et construit une première ferme expérimentale : Fort-Amory et un petit hôpital de brousse. Dès janvier 1970, la réalité de la guerre se rappelle à lui. La découverte d’un charnier l’amène à former un commando à 4 compagnies. En juillet, il monte un raid de nuit pour libérer deux cents femmes retenues prisonnières à Kajo Keji. La seule opération militaire que l'on puisse lui imputer pendant son séjour au Sud Soudan réussit. Il organise ensuite un trafic d'armes entre l'Ouganda et les Monts Nouba.
Le 4 octobre 1970, il quitte le pays et regagne Kampala en Ouganda.
Sollicité mais refusant de participer à l’élimination d’Idi Amin Dada, il est arrêté et livré aux autorités de Khartoum le 8 janvier 1971. Il est emprisonné et torturé par les Soudanais. Sa condamnation à mort sera transformée en 20 années de prison. Grâce à l'intervention des autorités ouest-allemandes, il sera libéré au bout de trois ans et demi à la terrible prison de Kober Jail et expulsé en 1974.
Il publie sa biographie, Le carré rouge (The last adventurer) en 1976.
En 1976, le journaliste allemand Dr. Dietrich Strothmann a fait un reportage sur Rolf Steiner (qui était en bonne santé) à Münster (Allemagne), vivant avec sa nouvelle femme et son petit-fils Oliver dans leur maison.

## Décorations
Trois fois blessé, il gagne quatre citations.